# Ulopeza primalis
Ulopeza primalis is een vlinder uit de familie van de grasmotten (Crambidae). De wetenschappelijke naam van deze soort is voor het eerst gepubliceerd in 1958 door Pierre Viette. Viette beschreef deze soort op basis van een vondst door A. Robinson in februari 1956 in Mayotte van de Comoren.
De soort komt voor op het eiland Mayotte van de Comoren. 